# Chomutovské Experimenty
Experiment nebo Experimenty je označení pro tři bytové domy na sídlišti Březenecká v Chomutově navržené architektem Rudolfem Bergrem. Byly postaveny  mezi roky 1970 až 1980 a staly se tak jednou z dominant města. Jsou uspořádány do „větrníku“ – domy jsou vůči sobě otočeny o 120°. Uprostřed je dvoupodlažní objekt přezdívaný Hexagon, v němž jsou obchody. Budovy jsou inspirovány tvorbou švýcarsko-francouzského architekta Le Corbusiera, zejména sídlištěm Unité d'habitation v Marseille. Původně jich mělo být postaveno šest, projekt byl však pro svou finanční i technologickou náročnost zredukován.

## Popis
Jedná se o osmnáctipodlažní domy s délkou 82 metrů s mnoha na tehdejší dobu netypickými konstrukčními a architektonickými prvky. Hmota budovy je svisle rozdělena na dvě části v poměru přibližně 4 : 3. Každá z těchto částí stojí na dvou řadách monolitických železobetonových pilířů ve tvaru V, budovy jsou tedy podjízdné. Prostor pod nimi slouží jako parkoviště. Mezi těmito dvěma částmi je jádro budovy, ve kterém je schodiště a výtahy. Toto jádro je výrazné svým celoplošným zasklením luxferami. Na jednom z boků budovy je vnější požární schodiště. 
Na budově je zkombinována monolitická a prefabrikovaná technologie.
V každé budově je celkem 230 bytů, z nichž 190 je mezonetového typu (176 bytů velikosti 3+1 a 14 bytů 4+1) které prochází celou šířkou budovy. Uživatel má tedy k dispozici dvě světové strany. Na každé straně bytu je lodžie. Garsoniér je v domě čtyřicet.

## Galerie

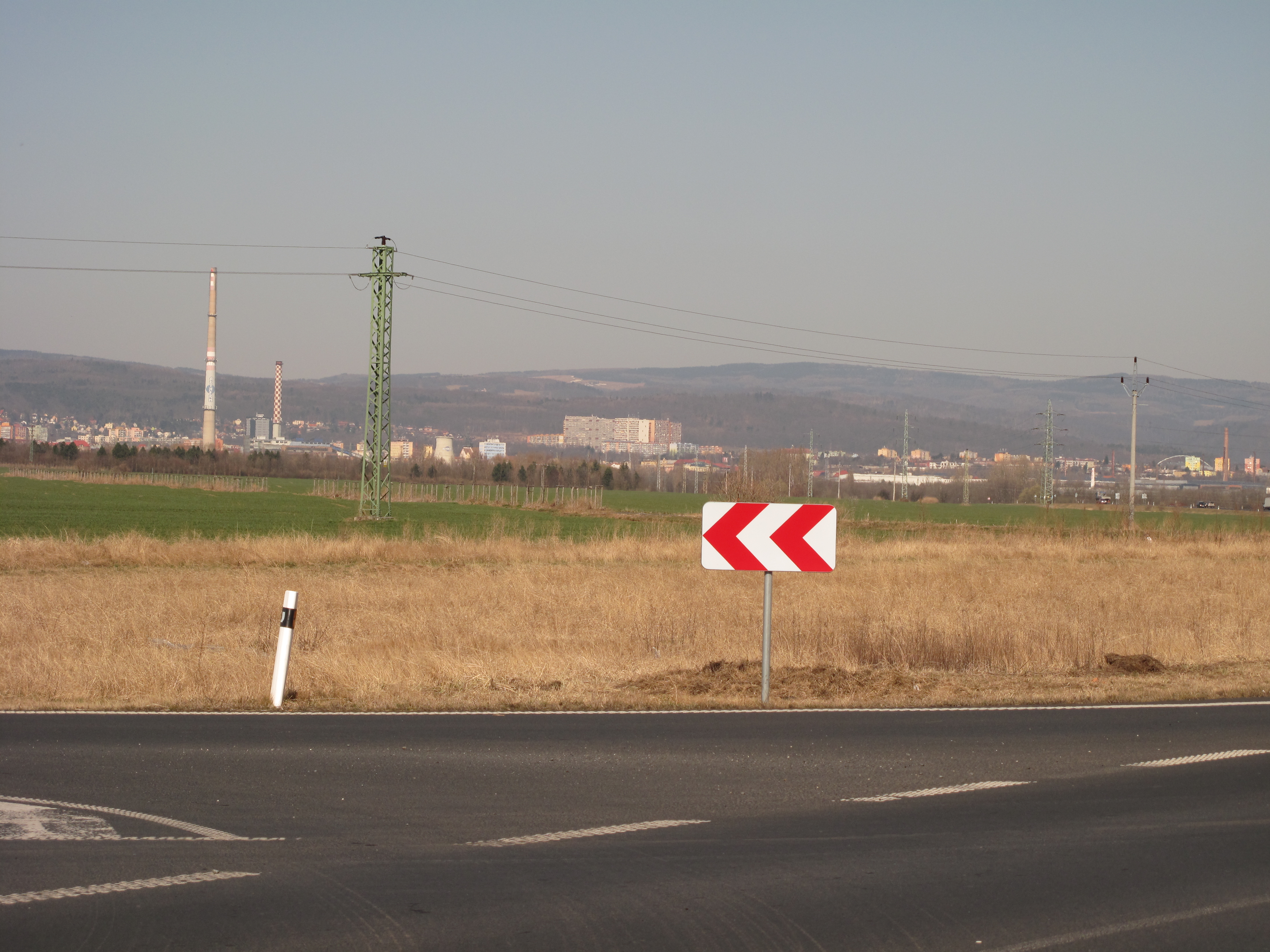
Experimenty v pohledu od křižovatky silnice číslo 568 a odbočky na Droužkovice
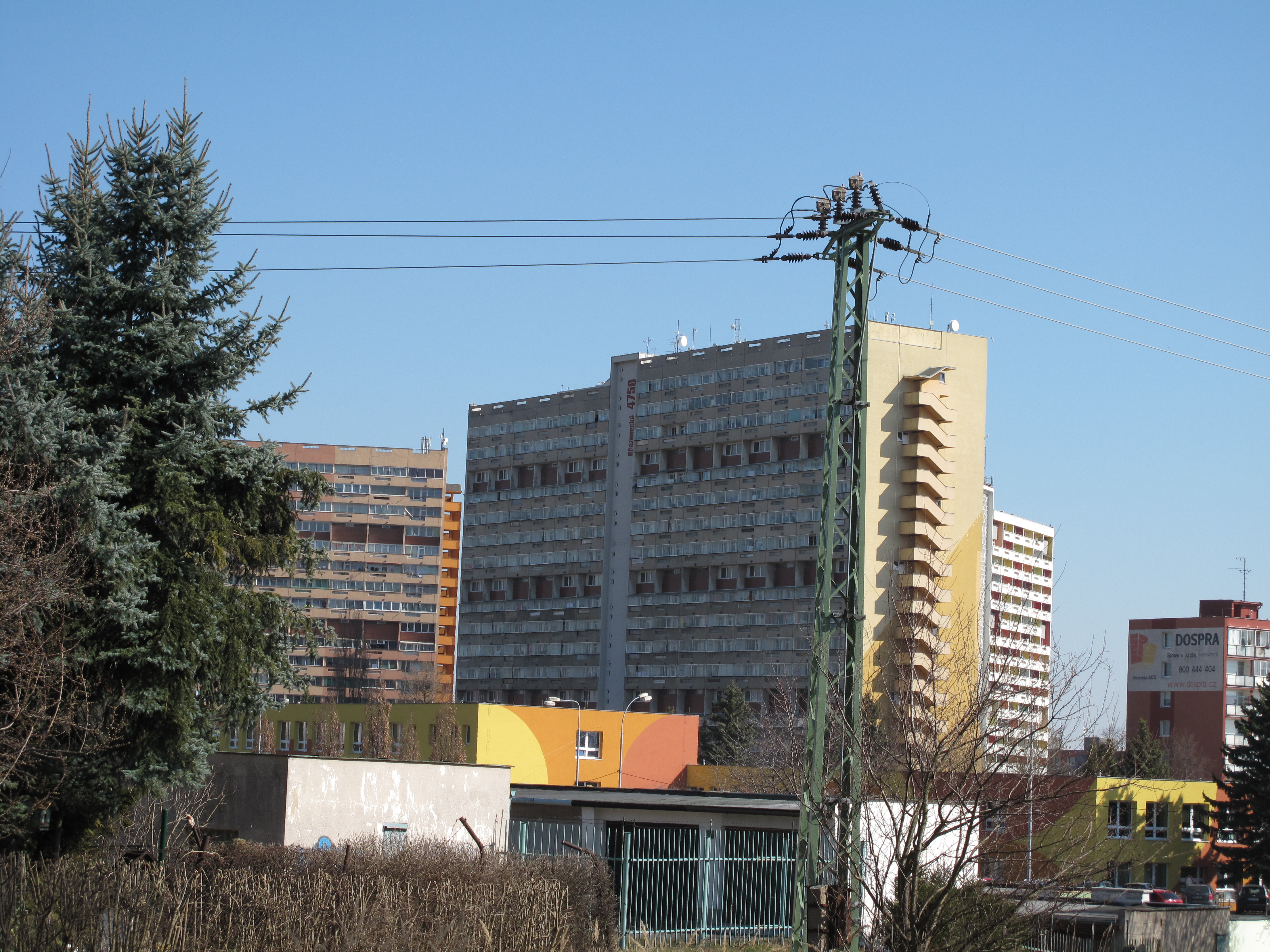
Detailní pohled na soubor budov (2022)
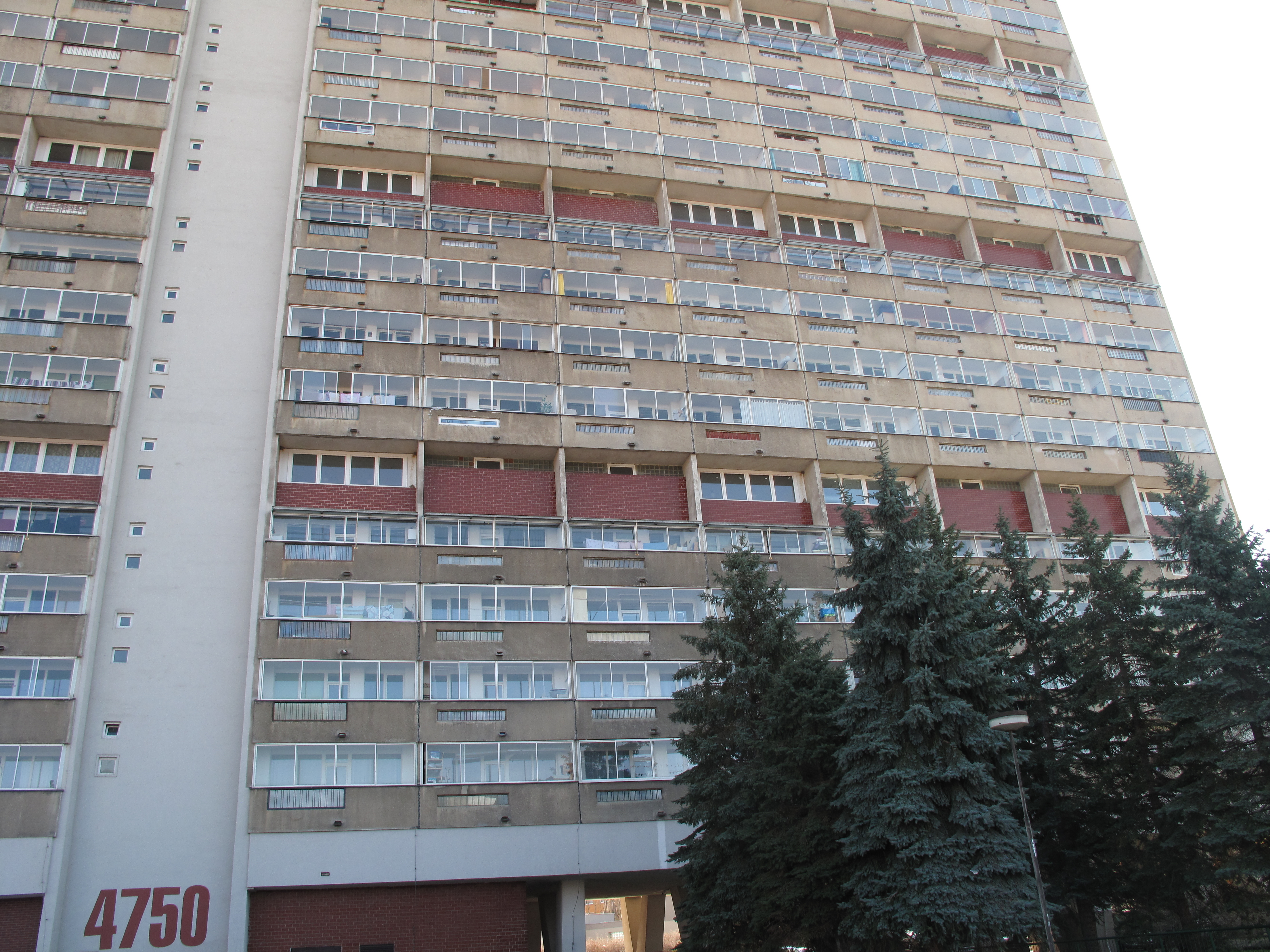
Pohled na fasádu jednoho z domů
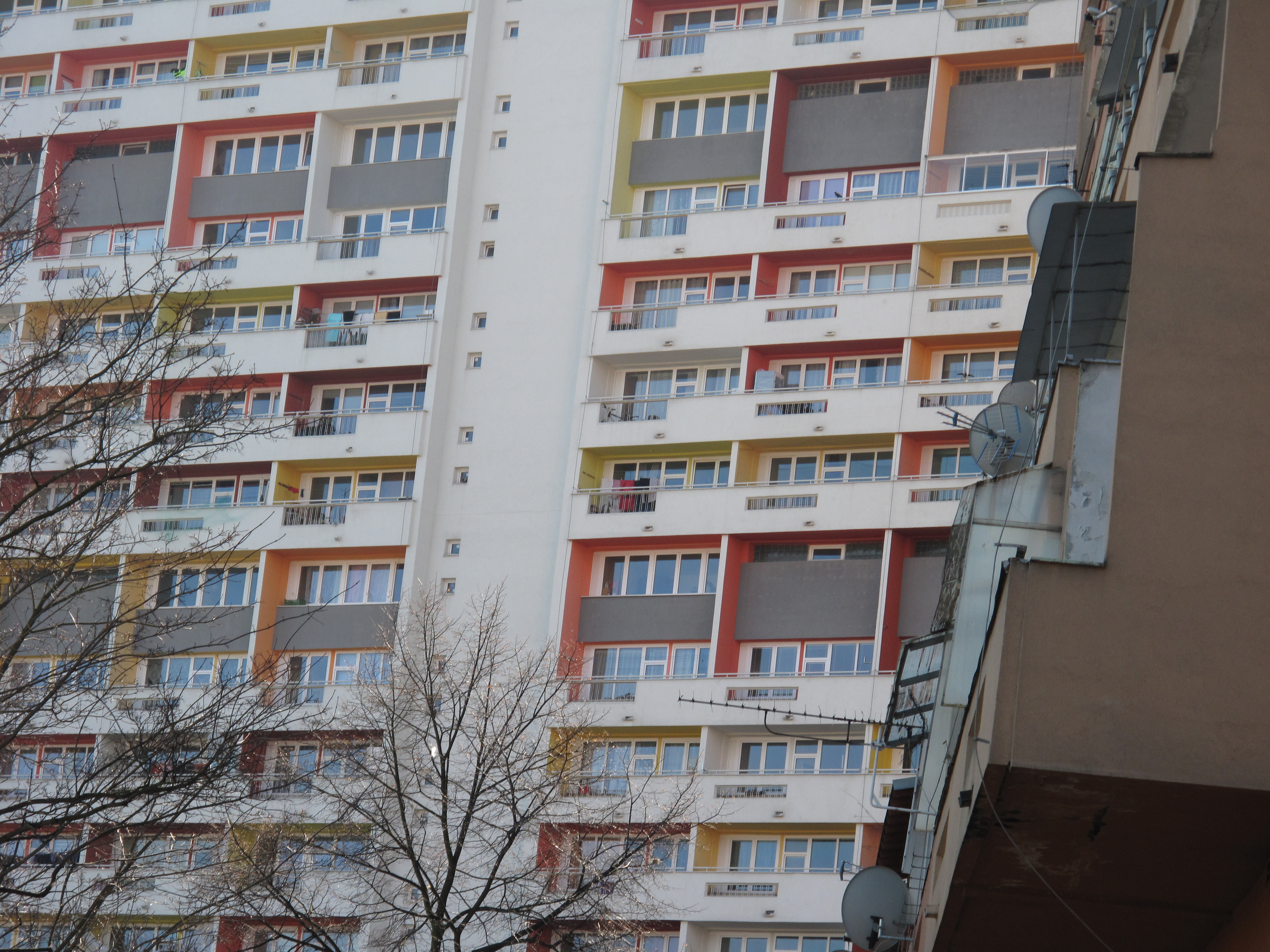
Fasáda jiného domu. Okna bez balkonů jsou byty zasahující přes dvě patra
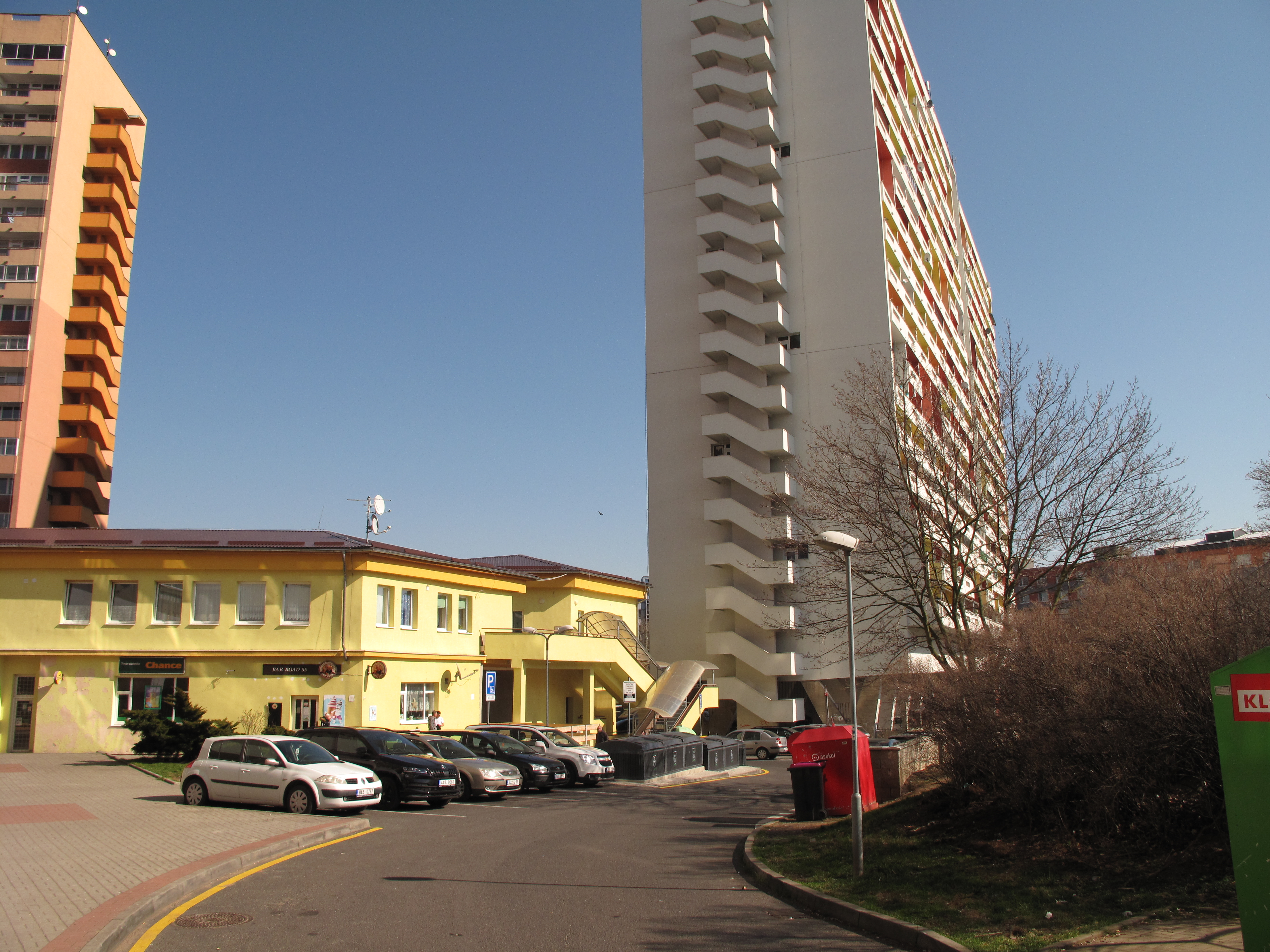
Venkovní schodiště
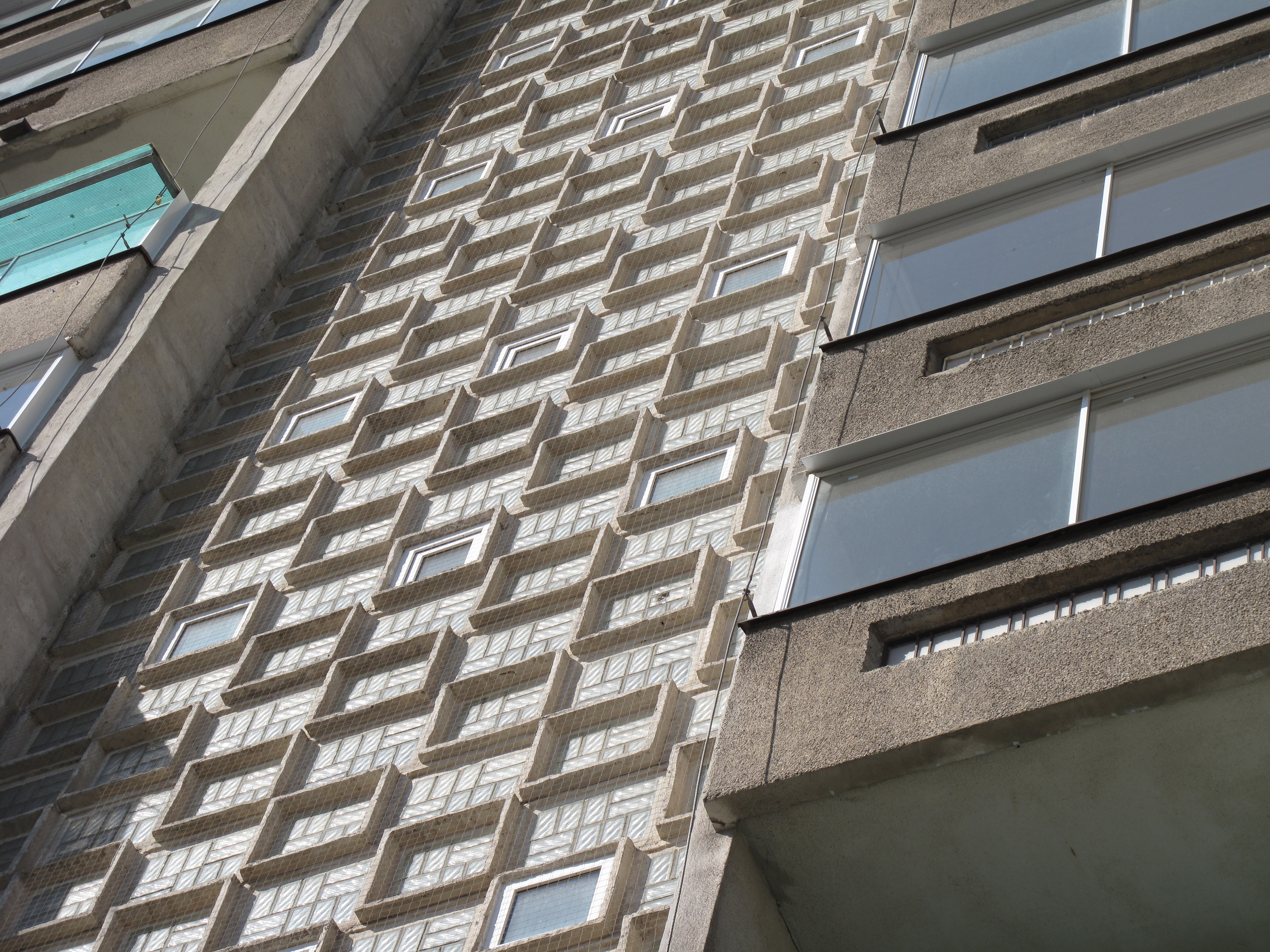
Betonové ostění oken schodiště a luxfery
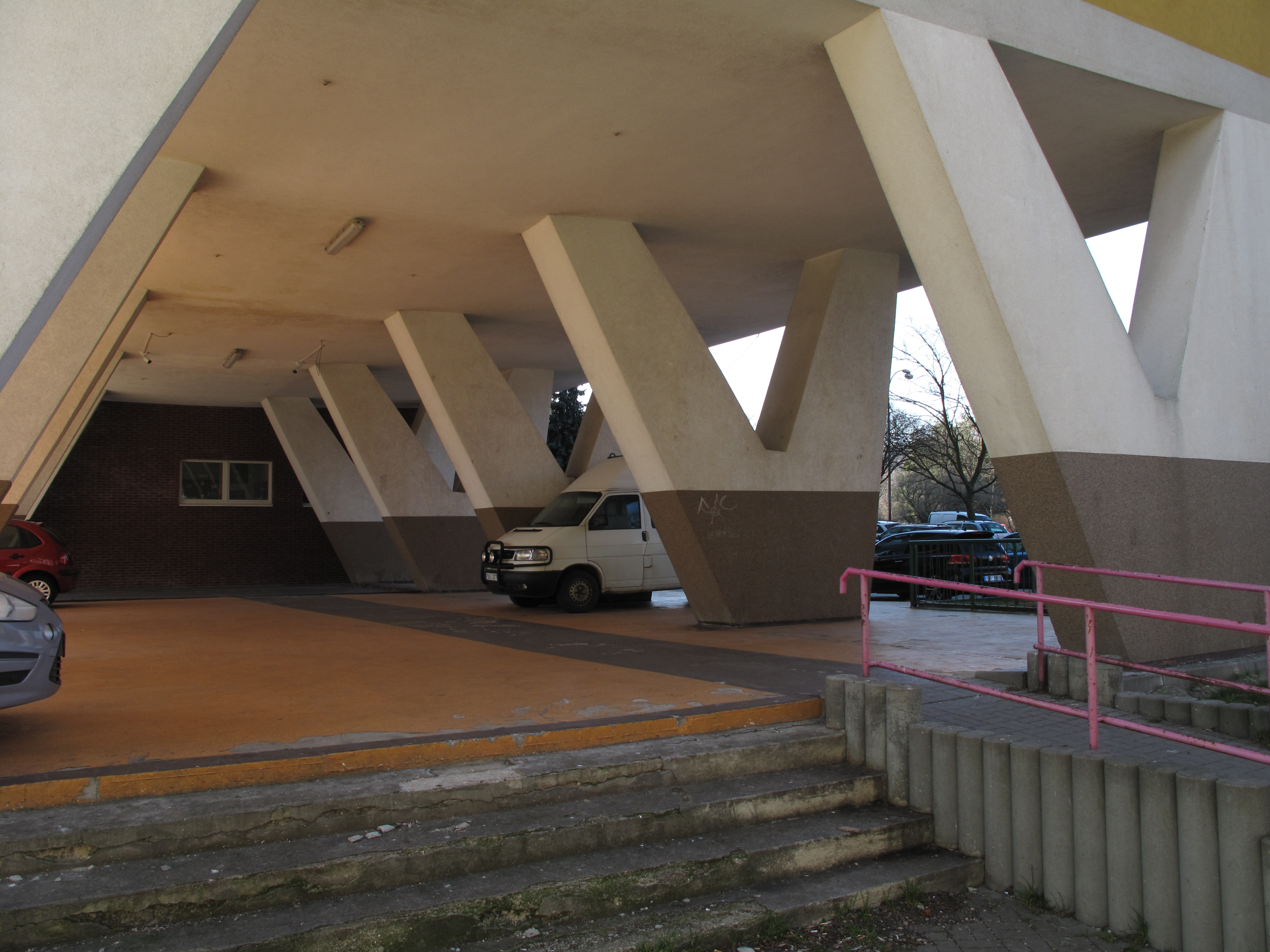
Železobetonové pilíře nesoucí stavbu